# Accidents des bombardiers d'eau 123 et 130
Les accidents des bombardiers d'eau 123 et 130 se sont produits lorsque, en juin et en juillet 2002, deux avions bombardier d'eau (ABE), un Lockheed C-130 Hercules (bombardier 130) et un Consolidated PB4Y Privateer (bombardier 123), appartenant à la compagnie Hawkins & Powers Aviation, basée à Greybull, au Wyoming, et exploités sous contrat avec le Service des forêts des États-Unis (USFS), se sont écrasés, à environ un mois d'intervalle, alors qu'ils effectuaient des opérations aériennes de lutte contre les incendies. 
Ces deux accidents ont incité à un examen de l'entretien et de l'utilisation de l'ensemble de la flotte de bombardiers d'eau opérant sur le sol américain. En fin de compte, l'ensemble de la flotte (33 avions au total) a été clouée au sol, réduisant considérablement les ressources disponibles pour lutter contre les incendies de forêt. 
Ces accidents se sont produits au cours de l'une des pires saisons d'incendies survenue aux États-Unis au cours des 50 dernières années, au cours de laquelle 73 000 départs de feu ont brûlé 2,9 millions d'hectares (29 000 km²) de forêts.

## Les accidents

### Bombardier d'eau 130: C-130 Hercules
Le premier accident s'est produit le 17 juin 2002, près de Walker, en Californie, lorsque le bombardier 130, un Lockheed C-130 Hercules immatriculé N130HP, menant des opérations aériennes contre le Cannon Fire, a subi une défaillance structurelle au niveau de la section centrale de l'appareil, provoquant le repli des deux ailes vers le haut et l'arrachement des ailes en plein vol. Le fuselage s'est renversé et s'est écrasé sur le dos, tuant les trois membres d'équipage à bord. L'accident a été filmé par un touriste de passage, pendant l'opération de largage et au moment où les ailes se sont séparées, fournissant des preuves vidéo précieuses pour l'enquête ultérieure, menée par le Conseil national de la sécurité des transports (NTSB).
Le bombardier d'eau 130 a quitté la base aérienne opérationnelle de Minden, dans le Nevada à 14h29, chargé de 11 000 L de retardant, pour son sixième largage de la journée avec un pilote, un copilote et un mécanicien navigant à bord, et est arrivé sur le site l'incendie à 14h45. L'avion a effectué un premier passage de repérage au-dessus de la zone de largage, puis est revenu pour le largage, qui doit larguer la moitié de la charge de retardant. La manœuvre obligeait l'avion à franchir perpendiculairement une ligne de crête, puis à descendre dans une vallée. 
La vidéo de l'accident montre l'avion traverser la crête puis piquer du nez pour commencer son largage. Vers la fin du largage, le nez de l'avion a commencé à s'incliner jusqu'à atteindre une assiette horizontale après la fin de la descente. Le nez a continué à cabrer au-delà de l'assiette horizontale, et à la fin de la descente, l'aile droite a commencé à se replier vers le haut, suivie moins d'une seconde plus tard par l'aile gauche. 
Deux champs de débris ont été découverts, l'un de 150 m de long et l'autre de 220 m de long. Un incendie après impact dans le premier champ de débris a détruit la majeure partie des composants de l'aile et des moteurs; alors qu'il n'y a pas eu d'incendie dans le deuxième champ de débris, qui comprenait le fuselage et l'empennage de l'appareil.
L'appareil accidenté fait partie de la série de production originale du C-130A et a été construit et livré à l'US Air Force (USAF) en 1957. Il a été retiré du service militaire en 1986. En mai 1988, l'avion a été acquis auprès de la General Services Administration par l'USFS, qui en août de la même année l'a vendu, ainsi que cinq autres C-130, à Hemet Valley Flying Service, pour être convertis en avions bombardier d'eau. La société l'a ensuite vendu à Hawkins & Powers Aviation. Au moment de l'accident, l'avion cumulé 21 863 heures de vol.
Le NTSB a enquêté sur l'accident et a déterminé qu'il a été causé par une défaillance structurelle survenue au point d'attache des ailes au fuselage, l'aile droite se brisant juste avant la gauche. L'enquête a révélé des traces indiquant des fissures de fatigues dans le panneau de revêtement de la surface inférieure de l'aile droite. Les points d'origine ont été déterminés comme étant dans des trous de rivets, reliant la doublure externe et les longerons internes au panneau de revêtement inférieur. Ces fissures, qui se sont développées ensemble, jusqu'à atteindre prés de 30 cm, se sont propagées au-delà de la zone où elles ont été couvertes par le doublure, jusqu'à ce que les ailes se détachent du reste de l'avion.  

### Bombardier d'eau 123: PB4Y Privateer
Le second accident s'est produit le 18 juillet 2002 près d'Estes Park, au Colorado, et est également survenu à la suite d'une défaillance structurelle en vol, dans ce cas dans le longeron de l'aile adjacent au côté gauche du fuselage. Le bombardier 123 est chargé de 7 600 L de retardant. Au moment de l'accident, il effectue un virage à gauche pour s'aligner avec le front de flamme, lors son huitième largage de la journée sur le Big Elk Fire. Alors qu'il est toujours incliné de 15 à 20° à gauche, des témoins au sol et dans un autre bombardier ont observé l'aile gauche se séparer de l'avion et se replier vers le haut, suivie presque immédiatement par le déclenchement d'un incendie en vol. L'avion a continué à s'incliner vers la gauche, percutant le sol à un angle de 45° à piqué, déclenchant un grand incendie sur le site du crash. Les deux membres d'équipage ont été tués dans l'accident.
L'appareil impliqué, un Consolidated PB4Y Privateer, immatriculé N7620C, a été construit pendant la Seconde Guerre mondiale. Il a été livré en juillet 1945 à l'US Navy, qui l'utilise pour des patrouilles côtières. En 1952, il a été transféré à la Garde côtière des États-Unis, qui l'a exploité jusqu'à ce qu'il soit retiré du service en 1956. Il a ensuite été retiré du stockage et converti en bombardier d'eau en 1958, puis a été piloté par plusieurs compagnies différentes, la dernière étant Hawkins & Powers Aviation. Au moment de l'accident, l'appareil cumulait 8 346 heures de vol.
Une enquête détaillée menée par le NTSB a démontré la présence, sur le longeron inférieur de l'aile, d'une fatigue importante de la structure de l'aile gauche qui présentait plusieurs fissures à travers le longeron inférieur, ainsi que vers le haut de l'armature de l'aile et sur le longeron supérieur de l'aile gauche. Le revêtement inférieur de l'aile présentait également des signes de fatigue dans la zone adjacente au longeron fissuré. Un examen de deux autres avions similaires a montré que la zone de fissuration est cachée à la vue des agents de maintenance par une autre section du fuselage.